# Cassaque
Cassaque (em armênio: Քասախ; romaniz.: Kʼasax) é uma aldeia do município de Elvarde, na província de Cotaique, na Armênia. De acordo com o censo de 2011, havia 5 186 habitantes.

## História
Cassaque está localizada no lado direito da rodovia Erevã-Astaraque. Foi fundada no início de 1965, nas colinas rochosas na margem esquerda do rio Cassal, no local da Fazenda Estadual N.º 40 para abrigar indivíduos realocados das vilas de Cassal de Zovuni, em Aparã. Adquiriu seu nome atual em 1 de novembro de 1970. Possui casas de tipo urbano com tufo, que estão enterradas em vinhedos e pomares, escola de ensino médio, música e esportes, um centro cultural, uma biblioteca e um centro esportivo, central telefônica, jardim de infância, pavilhão de atendimento domiciliar, cinema, hospital, ambulatório e farmácia. Em 1970, 1979 e 1989 possuía, respectivamente, 2 003, 2 384 e 4 195 habitantes. A economia local é baseada em jardinagem, cultivo de frutas e forragens e criação de animais. Em 2011, havia 5 186 habitantes.